# Frida Östergren-Moberg

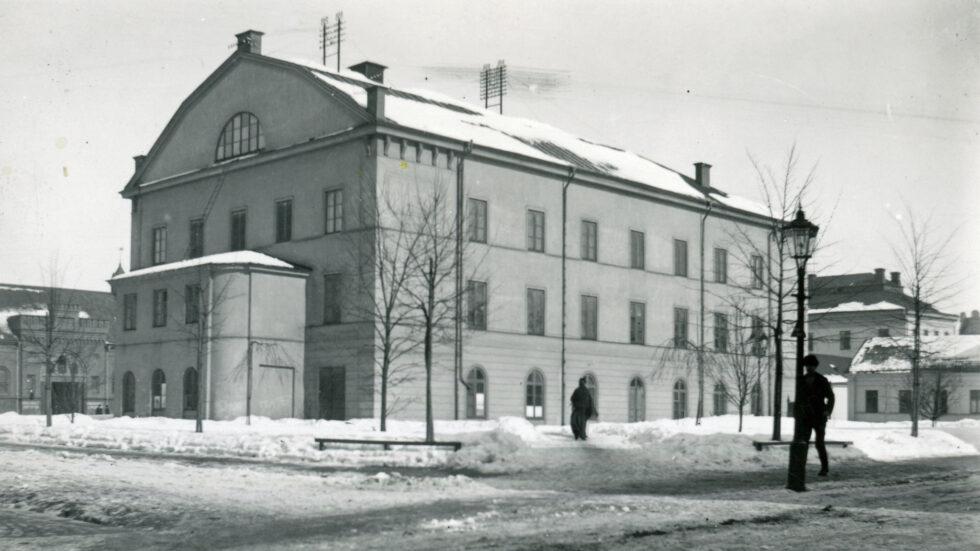
Eklundska teatern i Norrköping, 1902

Julia Frida (Alfrida) Östergren-Moberg, född 23 juli 1879 i Norrköping, död 26 november 1939, var en svensk fotograf.
Frida Östergren-Moberg var dotter till en tobakshandlare i Norrköping. Hon gifte sig 1909 med Otto Moberg och paret flyttade därefter till Nordamerika, där Otto Moberg verkade som byggnadskonstruktör i USA och Kanada. Paret Moberg bosatte sig åter i Norrköping i oktober 1919.
Hon och hennes man stod som byggherrar bakom uppförandet av Centric-huset vid Gamla Rådstugugatan i Norrköping, vilket var det första funkishuset i staden och konstruktionsmässigt baserade sig på Otto Mobergs erfarenheter av hus utan bärande väggar från USA. Han stod för konstruktionsritningarna och arkitekten Sten Wennerström ritade fasaderna. Ansökan om bygglov inlämnades i augusti 1921. Centric-huset började uppföras först 1929 och stod färdigt 1931.
Frida Östergren-Moberg fotograferade miljöer i Norrköping vid sekelskiftet 1900 och donerade senare 1934 en bildsamling på omkring 200 bilder till Stadsarkivet i Norrköping. Fotografierna var bland annat underlag till vykort, som såldes i faderns tobaksaffär.